# Аксиньинский сельский округ (Ступинский район)
Аксиньинский сельский округ — упразднённая административно-территориальная единица, существовавшая на территории Ступинского района Московской области в 1994—2006 годах.
Аксиньинский сельсовет был образован в первые годы советской власти. По данным 1922 года он входил в состав Мещеринской волости Коломенского уезда Московской губернии.
В 1926 году Аксиньинский с/с включал 1 населённый пункт — село Аксиньино.
В 1929 году Аксиньинский с/с был отнесён к Малинскому району Коломенского округа Московской области. При этом к нему был присоединён Карповский с/с бывшей Малинской волости.
17 июля 1939 года Аксиньинский с/с был упразднён. При этом селения Аксиньино и Занкино были переданы в Старинский сельсовет, а Карпово и Климово — в Малинский с/с.
1 апреля 1966 года Аксиньинский с/с был восстановлен в составе Ступинского района путём преобразования Старинского с/с.
28 ноября 1967 года из Аксиньинского с/с в Малинский было передано селение Марьинка.
3 февраля 1994 года Аксиньинский с/с был преобразован в Аксиньинский сельский округ.
В ходе муниципальной реформы 2004—2005 годов Аксиньинский сельский округ прекратил своё существование как муниципальная единица. При этом все его населённые пункты были переданы в сельское поселение Аксиньинское.
29 ноября 2006 года Аксиньинский сельский округ исключён из учётных данных административно-территориальных и территориальных единиц Московской области.